# Hannah
Hannah (někdy též Hanna) je ženské rodné jméno hebrejského původu (חנה, Chana), jehož význam je milostná, milostiplná popřípadě něžná, líbezná, nádherná. Ve Starém zákoně byla Hanna matkou proroka Samuela. Jiným přepisem jména je Hana.
Etymologicky příbuzné jméno: Anna, Aneta, Anita, Annika.

## Známé nositelky
- Hannah Arendt, myslitelka a publicistka německo-židovského původu
- Chana Seneš, maďarsko – židovská básnířka
- Hannah Montana, zpěvačka ze stejnojmenného seriálu
- Hannah Nydahl, učitelka a překladatelka
- Hannah Van Buren, manželka šestého presidenta USA
- Hannah Dakota Fanningová, americká herečka
- Hannah Spearritt, britská herečka a zpěvačka
- Hannah Gordon, britská herečka
- Hannah Howell, americká spisovatelka
- Hannah Taylor-Gordon, britská herečka
- Hannah Marks, americká herečka
- Hannah Lochner, kanadská herečka
- Hannah Herzsprung, německá herečka

## Hannah, Hanna jako příjmení
- Daryl Hannah, americká filmová herečka
- John Hannah, britský herec
- Hannah Abott, postava z Harryho Pottera
- Eric Hannah, režisér
- Jack Hannah, americký režisér
- William Hanna, americký ilustrátor

## Souvislé články
- Jména dětí